# تابالوگا

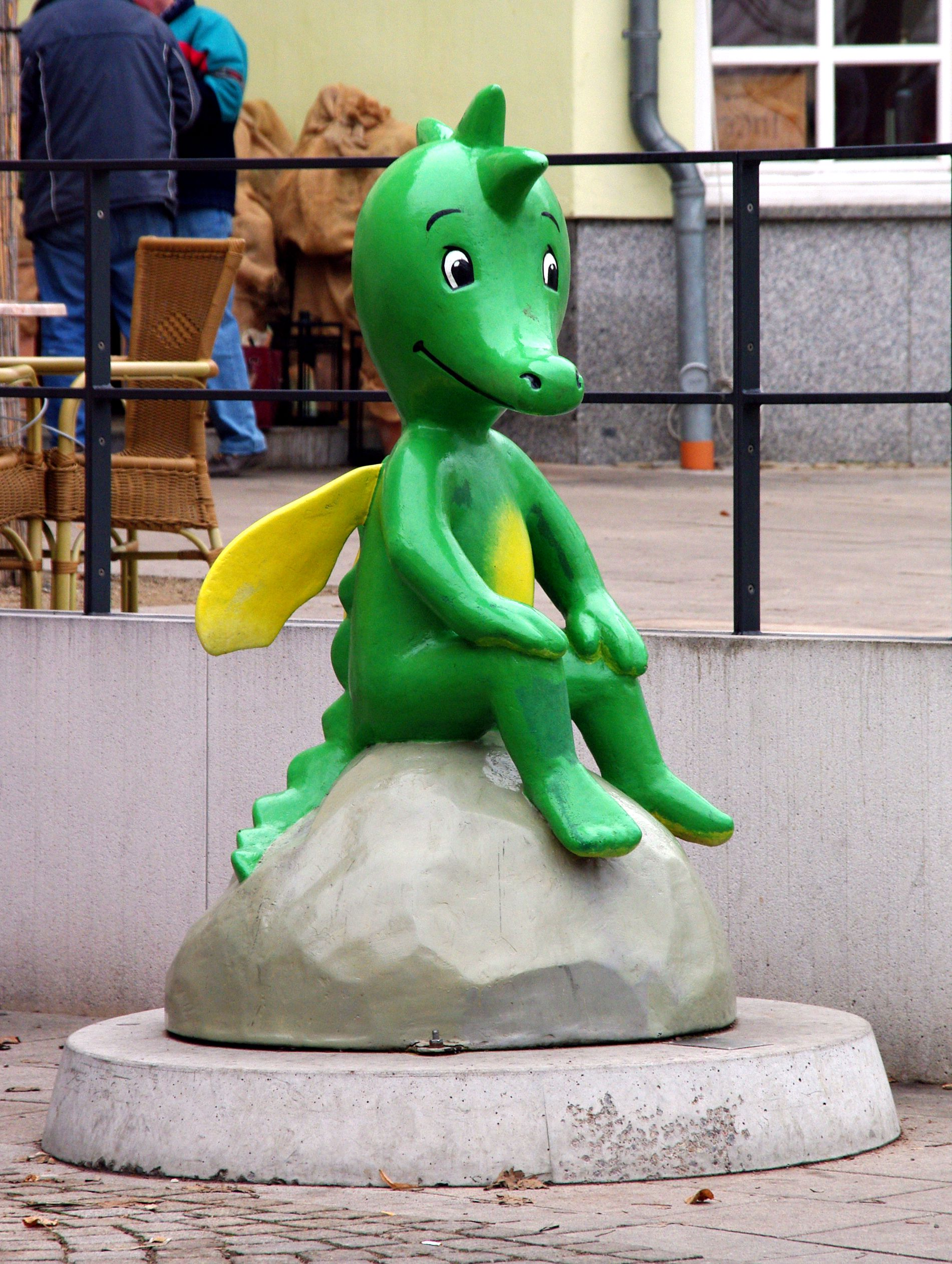
مجسمه تابالوگا در ارفورت، آلمان

تابالوگا یا اژدهای سبزرنگ، یک شخصیت کارتونی است که در سرزمین خیالی گرینلند (سرزمین سبز) زندگی می‌کند او هفت سال اژدهایی سن دارد. (هر سال برابر با ۱۰۰ سال انسانی)
تابالوگا توسط خوانندهٔ راک آلمانی پیتر مافی، شاعر کودکان رولف زوکوسکی و یک نویسنده به نام گرگور روتساک ساخته شد و طراح آن هلمه هاینه بود. در برنامه تلویزیونی تابالوگا، دوست خرگوش اش هپی و دشمن آدم‌برفی او آرکتوس دیگر نقش‌های شناخته شده این کارتون هستند.
پخش در ایران
مجموعه تابالوگا ابتدا در اواخر دهه ۷۰ از شبکه اول سیما پخش شد. در آن هنگام فصل اول آن دوبله شده بود که آن هم پخش منظمی نداشت. با راه اندازی شبکه پویا در سال ۹۱ مدیران این شبکه تصمیم به پخش دوباره این کارتون کردند که در ادامه فصل دوم این سریال کارتونی نیز پخش شد. از عوامل دوبله آن می‌توان به اصغر افضلی به جای آرکتوس، سعید شیخ‌زاده به جای تابالوگا و جواد پزشکیان اشاره کرد.